# Скеєшть
Скеєшть, Скеєшті (рум. Scăești) — село у повіті Долж в Румунії. Входить до складу комуни Скеєшть.
Село розташоване на відстані 200 км на захід від Бухареста, 24 км на північний захід від Крайови.

## Населення
За даними перепису населення 2002 року у селі проживали 1288 осіб, усі — румуни. Усі жителі села рідною мовою назвали румунську.